# Free Spirit Tour
A Free Spirit Tour Bonnie Tyler 1996-os németországi koncertkörútja, ahol bemutatta vadonatúj, Free Spirit című nagylemezét.

## A turné
Bonnie Tyler utolsó turnéja a Silhouette in Red Tour volt 1994-ben, ahol egész Európát bejárta műsorával. 1995 év végére megjelent a következő nagylemeze, megszűnt a szerződése a német BMG - HANSA lemezkiadóval és a szintén német Warner Music/EastWest Records cég nagyszabású reklámkampánnyal jelentette meg a lemezt. A promóciós CD és a sajtóanyagok után Tyler németországi turnéra indult, ahol nemcsak frissen megjelent lemezéről énekelt, hanem előadta örökzöld slágereit is.

## Dalok
- Driving Me Wild
- Hide Your Heart
- Have You Ever Seen The Rain?
- Sexual Device
- All Night To Know You
- Nothing To Do With Love
- Making Love Out Of Nothing At All
- To Love Somebody
- Lost In France/It's A Heartache (Akusztikus)
- Time Mends A Broken Heart
- Straight From The Heart

Gitár szóló
- Notes From America
- What You Got
- Total Eclipse Of The Heart
- Faster Than The Speed Of Night

Ráadás:
- Turtle Blues
- Holding Out For A Hero

## Állomások
| Dátum             | Ország      | Város         | Helyszín                     |
| ----------------- | ----------- | ------------- | ---------------------------- |
| 1996. április 1.  | Németország | Nürnberg      | Meistersinger Csarnok        |
| 1996. április 3.  | Németország | Aschaffenburg | Unterfrankenhalle            |
| 1996. április 4.  | Németország | Mannheim      | Mozart Szalon                |
| 1996. április 6.  | Németország | München       | Korona Cirkusz               |
| 1996. április 7.  | Németország | Augsburg      | Kongresszusi Központ         |
| 1996. április 8.  | Németország | Ravensburg    | Oberschwabenhalle            |
| 1996. április 10. | Németország | Stuttgart     | Kongresszusi Központ         |
| 1996. április 11. | Németország | Dortmund      | Westfalenhalle 2             |
| 1996. április 12. | Németország | Düsseldorf    | Philips Csarnok              |
| 1996. április 13. | Németország | Bielefeld     | Városi Stadion               |
| 1996. április 15. | Németország | Bréma         | Aladin                       |
| 1996. április 16. | Németország | Hannover      | Kapitólium                   |
| 1996. április 17. | Németország | Rostock       | Városi Stadion               |
| 1996. április 20. | Németország | Braunschweig  | Városi Stadion               |
| 1996. április 21. | Németország | Hamburg       | Kongresszusi Központ 3       |
| 1996. április 22. | Németország | Drezda        | Kultúrpalota                 |
| 1996. április 23. | Németország | Erfurt        | Thüringenhalle               |
| 1996. április 25. | Németország | Magdeburg     | Városi Stadion               |
| 1996. április 26. | Németország | Halle         | Jégcsarnok                   |
| 1996. április 28. | Németország | Cottbus       | Városi Stadion               |
| 1996. április 29. | Németország | Berlin        | Nemzeti Kongresszusi Központ |
| 1996. május 11.   | Németország | Hof           | Szabadidőközpont             |